# Hypolepis ambigua
Hypolepis ambigua là một loài dương xỉ trong họ Dennstaedtiaceae. Loài này được Brownsey & Chinnock mô tả khoa học đầu tiên..
Danh pháp khoa học của loài này chưa được làm sáng tỏ. 